# Coll Triado
El Coll Triado és un edifici de Sant Boi de Lluçanès (Osona) inclòs a l'Inventari del Patrimoni Arquitectònic de Catalunya.

## Descripció
Es tracta d'un edifici de planta rectangular i teulat a doble vessant lateral a la façana de la porta principal. Els murs estan construïts amb pedres irregulars i molt morter. Totes les obertures de la casa tenen llindes de fusta. L'ordenació de la façana és irregular amb tres nivells d'obertures diferents a la part on el terreny així ho permet i sols de dos nivells a la part dreta de la façana. La tipologia dels murs demostra dues fases constructives ben diferenciades. El primer cos és el que té la façana principal i el segon se li afegeix a la part del darrere.

## Història
Aquesta casa va ser construïda pel vigilant de l'horta de la casa la Serra de Perafita.